# Championnat de France féminin de hockey sur glace 2014-2015
Saison précédente Saison suivante
La saison 2014-2015 est la 29e édition du Championnat de France féminin de hockey sur glace. Elle voit la victoire des Bisons de Neuilly-sur-Marne pour la troisième année de suite avec un parcours parfait sans aucune défaite ni en saison régulière ni lors de la phase finale.

## Saison régulière
Neuf équipes sont engagées en élite féminine et elles sont divisées en deux poules :
- poule A : Bisons de Neuilly-sur-Marne, Caen/Brest, Club des Sports de Glace de St-Ouen, Nantes Atlantique Hockey Glace et Jokers de Cergy ;
- poule B : Chamonix Hockey Club, Languedoc/Roussillon, Rapaces de Gap et Brûleurs de loups de Grenoble.

La saison régulière a lieu entre le 27 septembre 2014 et le 14 mars 2015 et les équipes sont regroupées par implantation géographique. 
 Une victoire apporte 2 points, un match nul 1 et une défaite 0. 

### Poule Nord
| Résultats (▼dom., ►ext.)                                           | C/B  | CER  | NEU  | LOI  | S-O  |
| Caen/Brest                                                         |      | 2-3  | 3-10 | 10-1 | 3-0  |
| Cergy-Pontoise                                                     | 4-5  |      | 2-5  | 23-0 | 13-1 |
| Neuilly-sur-Marne                                                  | 3-4  | 2-1  |      | 16-0 | 18-3 |
| Pays de la Loire                                                   | 1-10 | 0-23 | 0-25 |      | 1-15 |
| Saint-Ouen                                                         | 1-8  | 0-14 | 0-11 | 9-0  |      |
| - Victoire à domicile - Victoire à l'extérieur - Match non disputé |      |      |      |      |      |

| Clt   | Équipe            | PJ | V | D | N | BP | BC  | Pts |
| ----- | ----------------- | -- | - | - | - | -- | --- | --- |
| +001, | Neuilly-sur-Marne | 8  | 7 | 1 | 0 | 90 | 13  | 14  |
| +002, | Caen/Brest        | 8  | 6 | 2 | 0 | 45 | 23  | 12  |
| +003, | Cergy-Pontoise    | 8  | 5 | 3 | 0 | 83 | 15  | 10  |
| +004, | Saint-Ouen        | 8  | 2 | 6 | 0 | 68 | 29  | 4   |
| +005, | Pays de la Loire  | 8  | 0 | 8 | 0 | 3  | 131 | 0   |

- Équipe qualifiée pour la phase finale

### Poule Sud
| Résultats (▼dom., ►ext.)                                           | CHA       | GAP       | GRE  | L/R       |
| Chamonix                                                           |           | 5-0 Forf. | 13-1 | 0-5 Forf. |
| Gap                                                                | 0-5 Forf. |           | 9-0  | 2-2       |
| Grenoble                                                           | 0-10      | 1-13      |      | 0-17      |
| Languedoc/Roussillon                                               | 5-0 Forf. | 1-4       | 10-1 |           |
| - Victoire à domicile - Victoire à l'extérieur - Match non disputé |           |           |      |           |

| Clt   | Équipe               | PJ | V | D | N | BP | BC | Pts |
| ----- | -------------------- | -- | - | - | - | -- | -- | --- |
| +001, | Languedoc/Roussillon | 6  | 4 | 1 | 1 | 40 | 7  | 9   |
| +002, | Chamonix             | 6  | 4 | 2 | 0 | 33 | 11 | 6   |
| +003, | Gap                  | 6  | 3 | 2 | 1 | 28 | 14 | 5   |
| +004, | Grenoble             | 6  | 0 | 6 | 0 | 3  | 72 | 0   |

- Équipe qualifiée pour la phase finale

## Phase finale
Les deux meilleures équipes de chaque poule s'affrontent au sein d'un tournoi final les 27, 28 et 29 mars dans les patinoires Neuilly-sur-Marne et de Paris-Bercy. Avec trois victoires en autant de rencontres, les joueuses de Neuilly-sur-Marne remportent le titre de championnes de France pour une troisième année successive. Elles battent Chamonix lors du match décisif sur le score de 8-3 avec cinq buts de Cindy Debuquet, un doublé de Mary-Christina Ashly et un dernier but d'Amandine Wrembel. Les buts de Chamonix sont inscrits par Clara Mourin à deux reprises et Marine Carrain.
| Clt   | Équipe               | PJ | V | D | N | BP | BC | Pts |
| ----- | -------------------- | -- | - | - | - | -- | -- | --- |
| +001, | Neuilly-sur-Marne    | 3  | 3 | 0 | 0 | 25 | 9  | 9   |
| +002, | Chamonix             | 3  | 2 | 1 | 0 | 12 | 14 | 6   |
| +003, | Caen/Brest           | 3  | 1 | 2 | 0 | 8  | 12 | 3   |
| +004, | Languedoc/Roussillon | 3  | 0 | 3 | 0 | 11 | 21 | 0   |

- Équipe championne de France